# 莫爾恰諾沃區

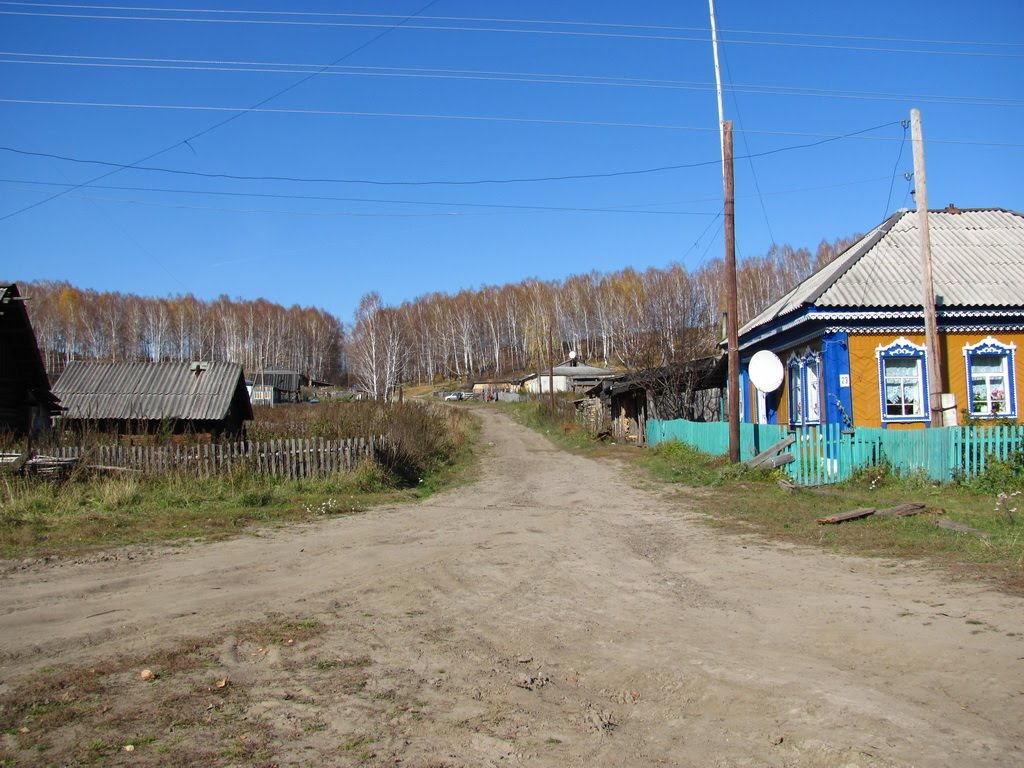

57°35′N 83°46′E / 57.583°N 83.767°E
莫爾恰諾沃區（俄语：Молчановский район），是俄羅斯的一個區，位於該國中南部，由托木斯克州負責管轄，面積6,351.2平方公里，2010年人口13,446，人口密度每平方公里2.12人。